# イレブンソウル
『イレブンソウル』 (ELEVEN SOUL) は、戸土野正内郎による日本の漫画作品。『月刊コミックブレイド』（マッグガーデン）にて連載された。タイトルのELEVEN SOULは、そのまま漢字に訳すと「十一魂」、さらに十一を縦につなぎ合わせて「士魂」となる。つまり、日本語に訳すると「志ある者」という意味になる。ちなみに作者は「志」のつもりでつけたと書いている。

## ストーリー
21世紀中盤、人類の文明世界は大きな試練を迎えた。
発達した遺伝子技術は世界中で巨大な市場と莫大な利益を生み、研究が加速。やがて自らの欠点を他の遺伝子を取り込むことで補完する発展型成長遺伝子が発見され、人類は遂に「不老不死」の夢に肉薄した。しかし、研究機関がこの遺伝子の実験サンプルをバイオハザードしたことで事態は急変。自然界から無制限に遺伝子を取り込み、人類の予想を遥かに超えて進化した「彼ら」は人類世界を侵略し始める。
「シャヘル」と名付けられた彼らは人類の武力を次々に撃破し、わずか2年で南北アメリカ大陸を制圧。文明誕生より1万年…。人類は初めて自らより強力な「種」と対峙していた。
―アメリカ合衆国が世界地図から消えたその年…―
日本政府は対シャヘルのための特殊装備を有する日本「軍」を再編。ほぼ1世紀ぶりに海外派兵を前提とした兵力を保有することとなった。その要となったのが強化手術によって諸神経の高速化を図った兵士を、外骨格兵装に搭乗させる機甲歩兵部隊。通称「侍」部隊である。
侍を育成、運用する首相直属の統括局は「侍所」と呼ばれ、わずか数年で世界一級の兵士達を輩出。侍は各国のベースキャンプに派遣され、対シャヘルの戦闘において目覚しい戦果を上げた。
同時期。シャヘルに対抗すべく新生国際連合は太平洋上と大西洋上に人工島を築き、シャヘルの南北アメリカ大陸からの流出を封じることに成功。しかしアメリカ大陸奪還は失敗し、多大な犠牲を払うこととなった。
人類とシャヘルは大海を挟んで睨み合い、侵略と防衛を繰り返す長期戦に突入。世界各国は莫大な資金を投じて軍備を強化し始める。
最早「暴力」を除いて、事態の解決を図れるものはなくなっていた。

## キャラクター

### 主要人物
塚原武道（つかはら たけみち）
本作の主人公。16歳。階級は一等侍士。一番隊前衛組・コールサインはR17。愛称は「たけちー」、乃木からは「虎」のコードネームで呼ばれる。
天体観測が趣味の夢見がちな少年で、2070年に発生するとされている史上最大のある天体現象を心待ちにしている。
好物は苺オレ（そのため、懲罰に「一定期間苺オレ抜き」を言い渡されたことがある）。
何故か養成校も出ていない全くの素人でありながら、いきなりエリート部隊である機甲歩兵大隊特殊実験部隊に配属される。入隊前の能力評価はE。
体力は並みの高校生以下であり、当初は訓練に全くついていくことができなかったが、すぐに異常とも思えるほどの（あたかも個体レベルで進化するシャヘルのような）成長を見せ、数か月で他の隊員と遜色ないほどにまでになる。食事のペースや寝付くまでが早く、命をかけた修羅場を経験しても内面的変化がまったく見受けられず、時おりひどく達観した部分もあり、乃木からは呆れられつつも危ぶまれていた。後に丹波が意識下にダイヴした際、自身の闘争本能を封印していたためと判明する。
特技は剣道。その腕前は段持ちで、剣道ルールなら「侍」最強の伊藤と相討ちに成る程の能力を持っている。また、宇宙開発事業への近道である情報部を目指しているため、理系科目なら一流大学を目指せるほどの学力がある。
入隊前に何らかの施設（軍病院とされている）に3年以上いた。始の弟である万とはそこで出会った。入隊前に高レベルの強化手術を済ませている、など、過去には謎の部分が多く、その存在は「K計画」に関わる可能性があるとされていたが、実は2046年に日本で初めて起こったシャヘル被害の唯一の生き残りであり、絶望的な状況で自分達へ立ち向かったことに興味を持ったシャヘルによって同化されかけ、寸前に救助されるも同化の過程で神経系へシャヘル細胞による強化を施されていた。有機電極処理以外はそのままで観察研究の対象とされてそのデータは高レベル強化のモデルケースとされた。本人の身体能力レベルに合わせて強化レベルが移行するようだが、複数の臓器に負ったダメージで強化に着いていけず危篤状態に陥ることも多かった（この時期、武道自身時系列がハッキリと認識できていない）。
第三世代外骨格の生産プラントを占拠したシャヘル（ミスラ）との戦いを経て、北米に派兵された際、孤立した九十九を助けるために独断で追跡、救出の時間を稼ぐため、たった一人で押し寄せるシャヘルに立ち向かい、「3分で400匹斬り」及び「特別な個体（セレブレート）撃破」を果たす。
第一部終了後のキューバ奪還戦の際は偵察任務でイースター島に配備されていた。その後、第79機甲歩兵隊に転属し乃木の部下として、補給部隊の護衛を主にする雑用係 をやっていたが、華表島の防衛戦後に祢々切に第一級国家反逆罪の容疑で連行、囚人兵用の監視チップを投与され、祢々切に参加せざるを得ない状況になる。
キューバ戦直前に神永からシャヘル指揮系統の探索と暗殺作戦「雪の下（アンダースノー）」を聞かされて参加、神永の活動開始と共に「ふたら」強奪に動くが、出くわした「ミスラ（伊藤）」に万の死因が自分にあると聞かされ混乱、監視チップが作動し重体となり、鍋島と丹波に「ふたら」に運び込まれた。
その後身体は完治したものの、自ら心を閉ざし意識が戻らないままであったが、丹波の深層意識への侵入と万の残していたビデオメッセージにより再起。「ふたら」に搭載されていた「一（コード・ワン）」を駆り、伊藤と激闘を繰り広げ勝利し、K-7を発射しようとしていた滝川を「ふたら」ごと真っ二つにした。その際の爆発で瀕死となりながらも若山に回収され、18時間もの蘇生術により右腕と右足を失いながらも生還した。
九十九五六八（つくも いろは）
本作のヒロイン。16歳。階級は一等侍士（第2部開始時は特務一尉）。一番隊前衛組・コールサインはR18（キューバ戦時は三番隊に移っておりP38）。
幼少の頃からSAS訓練を受けていた経歴があり、歩兵の能力は強化手術を受けていない状態で他の隊員を圧倒するほど。入隊時の評価は特Aランク。強化手術は入隊後に受けた。
出身地は青森県。ただし、日常会話は関西弁に似た方言で喋る。
神永功は実の父親だが、ある理由のため、現在は彼に憎悪を抱いている。しかし、それは愛情の裏返しで、本当はかなりのファザコンらしい。
同期ということもあってか、武道とよくコンビを組む。当初は素人同然だった彼にきつく当たることも多かったが、決して嫌っていたわけではなく、不慣れな戦場で怯えていた時に活を入れるなど、しばしば彼を気遣う行動を取る。ただし、彼に負けるのは納得がいかないらしく、彼に剣道で負けた際には何十回もリターンマッチを申し込んでいる。北米派遣後から武道への特別な感情を自覚し、奈々の彼へのアピールには嫉妬していたが、その後は相思相愛になっていく。
気が強く、優れた身体能力を有すが、飛行機恐怖症という意外な弱点がある（そのため懲罰に降下訓練を言い渡されたことがある）。体の発育も良く、特にバストサイズは周囲（特に女性陣）から「核ミサイル」などと度々ネタにされている。なお料理も上手く、九鬼一佐に習った海軍カレーは隊の皆から絶賛されていた。
キューバ奪還戦の際、負傷して右目を失う。その際の功績を認められ、皇室より検非違使の判官に任命されて祢々切の指揮をとる。眼帯をしていることと、ドラゴン＝アイ（後述）が使えることもあり、二つ名は独眼竜。
キューバ戦直前に神永から前述の暗殺作戦「雪の下（アンダースノー）」を聞かされて参加、神永の活動開始と共に観察部に拘束される。独自の判断で門脇を説得するが失敗。自白剤を使われるところを滝川の犠牲もあり神永たちと合流。ようやく神永と和解できて号泣した。
大和将軍直々のスカウトを受けた逸材で、石川曰く「伊藤や黒沢をしのぐ将たる器」。

### 侍所（さむらいどころ）
旧アメリカ合衆国における「シャヘル発生」の後、2045年に発足した。機甲歩兵を中核として陸・海・空全ての兵力を一つの命令系統で統一した対シャヘルに特化した軍組織。およそ1700名の機甲歩兵「侍」を擁し、武道たちが配属された「特殊実験部隊」は第二世代EMESとそのための装備開発を目的に編成された。

#### 一番隊
全部隊長伊藤が率いる部隊。隊長のカラーは赤でコールサインはR（レッド）11 - 18。
長所と短所を併せ持つ癖のある面々が揃っており、「お荷物部隊」として認識されているが、乃木曰く「いい部隊」になるらしい。
伊藤始（いとう はじめ）
19歳。階級は一等侍尉・コールサインはR11。一番隊の隊長と部隊全体の前線指揮を担当する。
普段は微笑みを絶やさない好青年だが、生え抜きの一期生の中でも圧倒的な戦闘能力を誇り、硫黄島における遭遇戦では「5分間で200匹」というスコアを挙げた侍No.1と目されるエリート機甲歩兵である。
祖父はシャヘルを作り出した6人の遺伝子学者の一人である農業学者・伊藤千秋。伊藤千秋は多くの新技術を生み出したが、シャヘル発生の原因を作ったとして、孫の始も世界中の人間から理不尽な逆恨みを受けている（両親は自殺。他の親族は改名して離散した）。
趣味は料理で、味は絶品。本人は特にお菓子作りが好きだが、異常なほどの甘党であるため、デザートだけは壊滅的な味。実際に口にした隊員達から「甘いを通り越して苦い」「致死量」という感想を得ている。もっとも、そこ以外は非の打ちどころがないためか、最期の直前まで誰も指摘できなかった。
弟や恋人、大切な物を守ろうと兵士として優秀でいようとするあまり、人としての欠落が増えていき、いつの間にか弟の訃報を聞いても「心が動かなくなって」いた。そこを円や優作、乃木に危ぶまれていたが、武道に万の最後を聞き、彼が幸せだったと安堵し、涙を見せて人間らしさを取り戻そうとしていた。
しかし、ミスラの侍研究所襲撃に際し、迎撃してこれを撃退するが、武道を助けようと外骨格から降りたところを死んだふりをしたミスラに貫かれる。その後脳の情報を引き抜かれ、瀕死の状態のところを乃木に撃たれ、死亡したが…。
GHCにおけるシャヘル暴走事件の際、弟の万を残したまま隔壁を閉じて逃げたことが負い目となって彼を苛み続けており、弟や恋人の愛情も周囲の称賛も自分自身を見ていない「お世辞」としか受け取っておらず、乃木いわく「誰かに自分自身を憎んで欲しかった」とのこと。
「ミスラ」の項も参照のこと。
楠木鉄也（くすのき てつや）
14歳。階級は二等侍尉。一番隊後衛組で、一番隊副官・コールサインはR12。父親は陸軍将補で、息子が侍所にいることを良く思っていない。
最年少の侍で幹部候補生のエリート。
生真面目で大人しい性格のため、女性隊員からは階級が下の者からも「てっちゃん」の愛称で呼ばれ愛玩されているが、趣味の釣りのことになると傲岸不遜な性格に変貌する（若山や丹波からはドSと認定されている）。
始の死後、隊長となる。始という絶対的存在をなくし、バラバラになりそうな一番隊で苦労している。しかし自分が隊長であるという責任感を自覚し、陸軍に連れて行こうとする父に対しその覚悟を見せる。
第二部開始時は陸軍に所属している模様。父の副官的立場にいたが、秘密裏に神永と連絡を取り合っていた。滝川に汚染こそされていなかったが、脅迫を受けていた父親のコードを使い陸軍所有のKVB-Sを侍所へ送った。
千葉進太郎（ちば しんたろう）
17歳。階級は一等侍曹。一番隊前衛組・コールサインはR16。
お調子者でお気楽な性格。よく余計なことを言っては美雪から暴行を受けているが、慣れている所為か非常に回復が早い。ニンジンが嫌いで罰ゲームに伊藤製のキャロットケーキを出された時には「二大嫌いな物」と言っていた。
実家は寿司屋。北米派兵前の休暇で帰宅した際に、（自分に気付かずに話す）両親の会話を聞き、死地に赴く「侍」を続けるか、店の跡継ぎになるか迷っている。
尊敬していた侍最強である始に直接工兵としての能力を買われ、一番隊にスカウトされたことを誇りにしている。そのためか伊藤が戦死した際には武道にきつく当たってしまう。後に「ふたら」で目覚めない武道を見た際には「こいつだけは助けてやりたい」前述の暴言に関しても「まだ、あやまってない」と語っている。
第二部開始時はセントヘレナ演習基地で工兵の教官を務めている。講義はわかりやすく、新兵からの評判も良いらしい。KVB-Sの実用化のために本国に呼び戻される（その際、口実として秘蔵のコレクションを売却される）。その後、美雪に「ふたら」に呼ばれ合流。武道の深層意識に侵入する丹波のサポートのため、武道のバイタルチェックを行ったのち、祢々切と共に戦線に復帰した。
若山美雪（わかやま みゆき）
17歳。階級は三等侍尉。一番隊前衛組・コールサインはR15。
進太郎の幼馴染であり、いつも彼に殴る蹴るの暴力を振るう。純粋に彼をサンドバッグだと思っているのか、特別な感情の裏返しなのかは不明。
実家は航空会社の経営をしており、利益優先の父親や祖父の姿を見て、経営者として仕方のないことだと承知してはいるが、余りいい感情を持っていない。
第二部では祢々切こと、検非違使の次官。実戦部隊側の副長（特務二尉）を勤める。
丹波庵（たんば いおり）
20歳。階級は二等侍曹。一番隊通信兵・コールサインはR14。
通称「いおりん」で、乃木からは「伊丹（いたみ）」とも呼ばれた（後述）。高レベルの強化手術と特殊な神経改造を受けており、写真記憶なども可能。そのせいか、実年齢より幼くミステリアスな容姿をしている。いわゆる「不思議少女」。口調は常に敬語。不思議系な言動のため、神永に「木星帰り」と呼ばれることも。
その能力を使って武道と五六八をからかうのが趣味。また、よく軍のコンピュータをハッキングし、さまざまな機密情報を得ている。K計画に興味を持ち、その鍵と思われる武道に興味を抱く。
第二部開始時は海軍でオペレーターを務めながら、乃木とも組んで「シャヘルの指揮系統と内通者」を探していた。
「ふたら」強奪作戦中、監視チップが作動した武道を鍋島と共に「ふたら」に運び込み救護。武道の深層意識へ侵入して彼を再起させた。その後は武道の「一（コード・ワン）」の補佐を務め、滝川が武道に差し向けようとした「左（コード・レフト）」の作動を妨害したところで果てたかに思えたが、武道が通信の負担を減らしていたらしく生き残り、EMESには乗れなくなったが新生情報局へ異動することとなった。
本名は「伊丹詩織（いたみ しおり）」。かつて両親から虐待を受けており、両親を刺殺して住居のマンションに放火。37人が死亡し死刑判決を受けたが、適性の高さから囚人徴兵の一期生に回された。しかし一年後、任務中に脱走。監視チップが作動して脳を焼かれてしまい、奇跡的に生き残ったものの脳が恐怖・苦痛を危険信号として感じないようになってしまう。この際に「伊丹詩織」としては死亡し、「丹波庵」という名前を与えられている。
長篠優作（ながしの ゆうさく）
19歳。階級は三等侍尉。一番隊後衛組・コールサインはR13。
瓶底眼鏡をかけており、近視らしいが、狙撃の腕は確からしい。鷹の目（ホークアイ）という目に特殊な手術をしており、時間制限（本人曰く2分も使えない）はあるものの、発動すると常人では考えられないほどの連射性と的確性を兼ね揃えた射撃能力を持つことが出来る。
始の親友であり、入隊前から祖父達の繋がりで彼とは旧知だった。始に背中を任され、何があっても彼を守ると決めていた。彼の死後、何も出来なかったことや汚れ役を乃木にやらせたことを詫びている。また始の死後の円の状態も危ぶんでいてフォローをしている。
なお、実家は農家（田畑だけではなく、牧場などもある循環型農場を「経営」している）で、送られてきた果物や野菜を皆にふるまっている。
第二部ではキューバ奪還戦の最中、神永と共に行方を晦ましていたが、極秘裏に乃木と接触情報の交換を行った後、監察に捕らえられた武道と美雪を救出した。伊藤が武道に敗北した後、武道や円の代わりに伊藤に引導を渡した。

#### 二番隊
黒沢が率いる男性のみで構成された部隊。隊長のカラーは緑（コールサインはG（グリーン）21 - ）。前衛能力に優れている。
黒沢信祟（くろさわ のぶたか）
20歳。階級は一等侍尉。二番隊隊長。
侍所一のインテリで戦略通。
巨体で筋肉質、眉毛がなく髪は短く刈り込んだ金髪（染めている）という威圧的な容貌に反して、口調は丁寧で物腰は柔らかい。剣道の腕前も伊藤と同じくらいの能力があることが石川や神永の会話からうかがえる。アマクニや発砲許可が出ていない状態で市外を襲ったミスラの分身個体を高速道路の風速チェック用の鯉のぼりで押さえ込めるほど、柔軟で機転を利かせる頭脳を持ち武勇、知謀とも優秀で始に次ぐ侍。
始の戦死後、三佐に昇進して部隊全体の指揮を任されることになる。その時、鉄也に始に嫉妬の感情を持っていて彼が嫌いだったと語り、それと同時に始の背負っていたプレッシャーを感じ、彼の凄さを知った。
「雪の下（アンダースノー）作戦」では伊藤=ミスラとの戦闘中、真田と共に助っ人に現れるがすでに「汚染」されており、真田を銃撃する。那須姉妹の狙撃で視界を奪われたところをロケットランチャーを抱えた真田にEMESごと撃破された。

#### 三番隊
円谷が率いる部隊。隊長のカラーはピンク（コールサインはP（ピンク）31 - ）。二番隊とは対称的に女性のみで構成され、後衛能力に優れた狙撃手が4人いるが、護衛役の前衛が一人足りない。実験部隊解散後、九十九が所属していた。
円谷円（つぶらや まどか）
19歳。階級は一等侍尉。三番隊隊長。狙撃手としても優れている。
おっとりした性格で、別名「菩薩の円」。ただし、怒らせると非常に怖い。その際に繰り出される拳骨は、脳髄がバラバラにされるほどの威力があるらしい。
始とは恋愛関係にある。この恋愛について、実家からは反対されている模様。シャヘルとの戦争で父親が失業し、荒れる家庭から逃げるように士官学校に入学、当時は武道と五六八と同じような関係で彼のことを気味悪がっていた。
事あるごとに五六八を自分の隊に誘っている（あまつさえ、武道に女装を勧めたことも…）。
始の死後、髪を切り、彼と同じ「完全な兵士」となりかけている。
キューバ奪還戦で消息を絶っており、現在進行中の作戦がどちらに転ぼうと死ぬことになると乃木の口から語られている。神永と共に潜伏した先で「レベル7」への強化を済ませ、準備を進めている。
「雪の下（アンダースノー）」作戦においてミスラ（伊藤）と対峙、投降を促すも失敗。その際、伊藤との間に子供を身篭っていることが明らかになる。
那須茜（なす あかね）・那須梓（なす あずさ）
三番隊後衛組。共に階級は二等侍尉。髪を頭の右側で束ねて語尾に「ござる」を付けるのが姉の茜でコールサインはP32。左側で束ねて語尾が「ナリ」なのが妹の梓でP33がコールサイン。円共々、姿を晦ましてから約一年別行動をとっていたが、その間に著しい「成長格差」が生じていた。
優れたスナイパーであるが、技量が高すぎて通常の訓練では簡単すぎて（昼食を賭けた）ゲームと化している。体格が小柄なため、新型のK-51型アサルトスーツが完成するまで旧型外骨格（オールドアイアン）の使用ができなかった。
池田 恵（いけだ めぐみ）
三番隊前衛。階級は二等侍曹だが、美雪の先輩で新人だった頃はかなりイジられた。
沙由、比奈、京
三番隊隊員。うち一人が4人目の狙撃手、他の隊と違い、三番隊は狙撃手を前衛がフォローする。

#### 四番隊
真田が率いる部隊。隊長のカラーは黄色（コールサインはY（イエロー）41 - ）。志願兵から才能を見出された人間で構成されている男女混合チーム。
真田正直（さなだ まさなお）
18歳（第二部では20歳）。階級は一等侍尉。四番隊隊長。通信、指揮、前衛、後衛、と何でもこなすオールラウンダー。
武器は長物が得意で、第2部では外骨格にも「槍」型のものを装備している。実家はカメラ屋で、部隊内でも営業活動を行っている。
第二部では、セントヘレナ演習基地に駐屯する隊の隊長を務めている。「雪の下（アンダースノー）作戦」では助っ人として現れるが、汚染されていた黒沢に背後から銃撃される。EMESこそ大破したが「あー…死ぬかと思った」とボヤキながらも生き延びており、ふたら艦内の備品と思われるハンマーを使って鍋島と共にふたら艦内を制圧。那須姉妹の狙撃を受けて隙を見せた黒沢にとどめを刺した。
作者のお気に入りらしく、単行本初版の一部に封入されていた特典ペーパーでは主役を務めた。しかし本編では、滝川の登場により第二部のエピソードが大幅変更となり、出番がほとんどなくなってしまったとのこと。そのためか単行本14巻の巻末漫画に登場し、次作である「どらくま」では、デザイン上は同一のキャラクター「真田源四郎」が主人公として起用された。

#### 五番隊
乃木が率いる部隊。隊長のカラーは青（コールサインはB（ブルー）51 - ）。隊員は死刑囚で構成され、荒くれ者が多いので、神永曰く「乃木でないとまとめられない」らしい。部隊としての能力は高く、偵察のスカウトを任命されている。
11巻において侍所側から神永の「ふたら強奪」をサポートするが、一足早く潜入していた「ミスラ（伊藤）」と接触し、鍋島を残して全滅した。
乃木玄之丞（のぎ げんのじょう）
21歳。階級は一等侍尉。五番隊隊長。基本的にレベル3以上の実験部隊にいながら、「レベル2」の侍だった。
死刑囚で構成された五番隊を束ね、自身も過去に実の弟を含め8人を惨殺した経歴がある巨漢。事実は不良グループから持ち掛けられたドラッグ売買への傘下を拒んだ弟がリンチを受け殺害され、その報復にグループのリーダー格7人を拷問の末殺害。逮捕後に弟殺しの罪も被せられ189ポイントの死刑判決を受けた。
元暴走族で容姿、性格は凶悪であるが、何故か犬に好かれ、劣等生の武道には好意的である。
始の祖父に関係なく、彼個人に憎悪の感情を抱いているが、後にそれはジレンマから「完全な兵士」になりつつある始を危ぶんでいたためと判明する。
また、囚人徴兵の初期から丹波（伊丹）とは付き合いがあり、最期に伊藤の足止めをする直前まで気にかけていた。
タイトルである「志」の意味を武道に説いた人物で、自身の外骨格にペイントしている。
第2部ではユーリとも仲良くなっている。楠の影響で釣りを始めた模様。軍需産業会を始めとした各組織に部下を潜り込ませて調査を続けているが、その目的は「シャヘルの大将を見つけ出し、暗殺する」という物。別方向から計画を進めるために姿を晦ました神永との繋ぎ役も務める。
ふたら強奪作戦でミスラと融合した伊藤に接触し致命傷を負いつつも足止めを掛け、伊藤の望みを指摘しつつ自爆して果てた。
名前の由来は、旧日本陸軍大将乃木希典。
鍋島（なべしま）
五番隊副長。極めて冷静なタイプで尊敬する大人は乃木だけと言うが、自己犠牲を愚かと考える性格。五番隊で唯一生き残り、丹波と共に武道をふたらに運び込んだ。
かつて警視庁を爆破し116人を殺害、1800ポイントという史上最悪の少年犯罪事件を起こしている。丹波の正体を知る数少ない一人。
梅津誠（うめづ まこと）
19歳。階級は三等侍尉で、五番隊狙撃手（コールサインはB53で五番隊の三番手だった）。硫黄島遭遇戦において、シャヘル狙撃ユニットの攻撃を受け負傷、身動きが取れなくなった所を襲われて戦死するが、遭遇戦その物が機密扱いになったため、訓練中の事故と公表された。
2048年に現金輸送車を襲撃、4人を殺害したため、40ポイントの死刑判決を受けていた。

#### 司令官
神永功（かみなが いさお）
48歳。階級は一等侍佐。機甲歩兵大隊の指揮官。「もう若くはない」と言いつつも旧式のパワースーツでEMESとも渡り合う古兵。
元米陸軍グリーンベレー大尉。沖縄生まれの日系アメリカ人だったが、日本に本格的軍事SOG（特殊作戦部隊）を築くために侍所に引き抜かれて帰化した経歴がある。
第6次中東戦争とトゥルカナ紛争で名誉勲章を受章している。
外見は豪放磊落で、米陸軍時代には軍規破りの常習であったが、必ず結果を出すことで有名であった。自分の趣味で隊と隊長機を色で塗り分けたり、御茶目な面もある。
キューバ奪還戦の際に、行方不明となっていたが、中国黒竜江省の知り合いの所に身を寄せつつ「第四世代外骨格」の開発を進めている。11巻で門脇や首相を相手取って「自身の計画を認めさせるために」直談判を申し込み、交渉手段として「ふたら」の強奪を実行する。
「ふたら」搭乗後、ようやく九十九と再会し和解。九十九の祢々切隊長就任（石川の提案）には当初反対していたが、再会した際には「期待以上にやり切っちまって」と褒めていた。
10代の頃からヘビースモーカーで娘が生まれてからは禁煙していたが、アメリカ壊滅を境に再び喫煙する様になった。『母親からの遺言（再度タバコに手を出したら殺す）』ということで九十九から全力で殴られたが、当人は前日に禁煙を始めた所で曰く、「孫の顔が見たくなった」とのこと。
本作の単行本4巻に、「PRIMARY COMMAND〜最優先命令〜」という彼の過去の物語が収録されている（当時28歳）。この時点ではまだ帰化していない。
石川昇（いしかわ のぼる）
日本防衛軍DFS（特殊部隊指揮官）で、元警視庁対テロ特殊作戦局長。SATの訓練教官として神永を呼んだ縁で侍所に引き抜いた。
剣道の世界チャンピオンで、武道の父親が警察時代の時から面識があり、剣道においてはライバルだった。武道についての秘密を知っている節がある。
門脇が九十九を孤立させるため、第二部の序盤で南米に異動になるも、その航空機を神永にハイジャックされる。「雪の下（アンダースノー）作戦」で特殊部隊を率いて現れるが、「汚染」されており、神永たちに刃を向けた。最期は鍋島らの仕掛けた反撃に合わせて自身が行動不能にしたはずの円に撃たれ、神永の言葉に嘲りとも取れる表情を浮かべて事切れた。
大和将軍（やまとしょうぐん）
侍の総指揮官で「K計画」の秘密を知る人物。機密保持のため、侍の自爆機能を躊躇なく使った冷徹な人物。各方面に広い人脈を持ち、神永曰く「大狸」。九十九を祢々切にスカウトした。
常にサングラスを着用しているが、素顔を晒すとつぶらな瞳のおじいちゃんである。

### 侍所所属
林田（はやしだ）
侍お抱えの医師で生物研究者。階級は二佐。一般治療の他に、侍の強化手術なども行なう。オカマ口調で話す男性だが、妻子持ちで、総理とも話が合う。
武道や万が入院していた病院でも務めていたため、「K計画」の一端を知っている人物。
山浦清（やまうら きよし）
侍所の技術主任で階級は一佐。ノーベル賞を二回も受賞している優秀な人物であるが、御歳96歳と高齢のため少々ボケ気味なところがある。
岡崎（おかざき）
山浦教授の補佐をし、侍の武器や技術、強化手術、シャレムのメンテナンスを行う。技術開発に力を入れており、趣味にしている部分がある。幹部会に参加するほど「K計画」や侍の機密を知っている。
美雪や丹波からは「トモちゃん」と呼ばれている。
藤原、小笠原（ふじわら、おがさわら）
アラスカ・クロンダイク基地に所属する侍で。伊藤たちと同じ一期生だが、強化レベルはそう高くない。「一般的な侍」として登場することが多い。藤原は円谷に片思い中だが、見事に玉砕した。
逸見 遥（いつみ はるか）
二等侍曹。藤原たちの後輩で美雪、進太郎の同期。2051年8月21日、クロンダイク基地を襲撃したシャヘルとの戦闘の際、負傷兵に気を取られた瞬間、狙撃ユニットの放ったレールガンによる直撃を受けて戦死した。

### 侍の協力者達
春日総理（かすがそうり）
日本の内閣総理大臣。外務大臣の経歴を持ち、そのツテで石川から紹介された神永を「侍」の養成指揮官として任命する。国益と外交を最優先に考える政治家であるが、子供の育成など未来に目を向けることができる人物。
自称・お金と権力が目当てで政治をやっている悪党。前作のあるキャラクターに容姿、性格が酷似している。
アイリーン＝ウォン
年齢不詳の女性。イギリス軍SAS所属の大尉。五六八の師匠。
実験部隊の育成のため、神永が呼び寄せたエリート軍人。模擬戦で強化手術を受けた一番隊隊員を一人で倒した女傑。タブーである年齢のことに触れた人間（主に千葉）は、問答無用で叩きのめす。
「PRIMARY COMMAND〜最優先命令〜」では、神永に保護される少女として登場している。子供たちの中では最年長だった。
セルゲイ＝ファルクラム
ロシア軍の有名な技術者で、アイリーンの夫。「シャレム」のメンテナンスに招聘される。アイリーン同様「PRIMARY COMMAND〜最優先命令〜」で神永に保護された子供に、彼らしき人物がいる。
フェリシア・カーツ
第二部より登場。アムール河流域に潜伏中の神永たちに協力する医師で生物学者。セルゲイ、アイリーン同様「PRIMARY COMMAND〜最優先命令〜」で神永に保護された子供に、彼女らしき人物がいる。
元はGHCに所属する生物学チームの助手でシャヘルの誕生にも関わっていた。戦争が始まって以来、シャヘル同士が使うテレパシーの研究をしており、それが第四世代運用のカギとなっている。
シャレム
日本が所有するハイオラクルシステム。自身の意志を持つ世界初のコンピュータで、人間よりはるかに高い知能を持つ。そのため日本の最高機密扱いである。侍所や「K計画」の発案者。
神永とも昔から面識がある。恐らく、「PRIMARY COMMAND〜最優先命令〜」で登場した量子コンピュータ「レワノフ」をベースにしたものと思われる。
第二部で監察部の見解によれば侍所にあるシャレムはダミーで本体は別の場所に移っていると考えられている。
事実としてシャレム本体はデータベースシステムに過ぎず、OS（メインプログラム）はある人物の脳に「間借り」しており、外部からコントロールしている。

### 日本国軍
旧来の自衛軍がシャヘルの出現によっておよそ一世紀ぶりに再編された「国軍」。しかし侍所によって開戦以後も長く後塵をきつしている。第二世代EMESの量産によって陸海空の各軍にも機甲歩兵隊が作られているが、慣れていないためか運用には難がある。
北条（ほうじょう）
日本軍情報局長を務め、名前は偽名。機密の多い侍所を不審に思い、独自のルートによる諜報活動で侍所と情報提供の交渉をして、シャレムや「K計画」の挙動を探る。
｢知りたがり｣を自称し、中年を過ぎた年齢ながら脳を強化しているが第二部ではその後遺症に蝕まれている。実はシャヘルから離脱したセレブレート・ミスラと通じており、「あつた」の強奪を手引きしていた。内通が発覚した際には両腕を機械化、武装していたことが明らかになる。
シャヘルによる大陸間弾道襲撃終結後に息を引き取った。滝川に隠れて協力者のリストを作成しており、それを対価に今際の際まで彼女の助命を嘆願していた。
楠木将軍（くすのきしょうぐん）
陸軍将軍。鉄也の父。侍所を快く思っておらず、鉄也を陸軍へ引き戻そうとする。滝川の行動に対しては自陣営の機密のすべてを握られ、静観を貫こうとしていた。動かないのは鉄也を守るためとも語っており、握られた機密がリークされれば鉄也自身が争点となる問題があった模様。
門脇京介（かどわき きょうすけ）
特務監察部所属で、検非違使次官。武道に第3世代EMES強奪事件の尋問を行い、祢々切に所属させる。
訓練キャンプ時代の始・円の同期生。戦死した始に対して異様なまでの敵愾心を持っている。他人を嘲笑う能面のような仮面を被っているが、その素顔は伊藤をリンチに掛けようとした際に逆襲され、顔面の右半分が欠損している。
与党幹部会に対して年齢を問わずレベル7に強化可能な者を徴兵する法案を通すよう進言した。EUから導入した「左（コード・レフト）」で情勢をひっくり返しかけるが、滝川と「汚染」された者たちに主導権を奪われた挙句「一(コード・ワン)」の無人機と「左(コード・レフト)」の集中管制を強制させられた過負荷により発狂する。滝川が「左」で武道の第三世代を撃墜しようとしたときにシステムからはずされているが、その時点以降生死不明。
10年前のシャヘルバイオハザードの際にGHCにおり、妻を亡くしている。そのこともあって侍所に志願したが、既に20代を過ぎていたこともあって強化適性はなかったため、監察部に進んだ。遺された息子に平和で美しい世界を見せたいと職務に邁進し、「左」を使うために脳をレベル5相当まで強化しているが、これは北条と同様にかなりの無理を通している。

滝川奈々（たきがわ なな）
情報部所属。自称“情報部の看板娘”。監察部から来た祢々切の情報エージェント。2052年度「侍衛官募集」ポスターのモデルになったことがある。
武道に惚れて猛烈なアタックをしており、五六八をやきもきさせている。彼女自身、武道の身体に関する情報を持っているのか彼の感情の在り処に注意を寄せ、彼が感情を発露してくれる存在になろうとしていたが、彼の本心を聞いて吹っ切れたようである。
門脇に拘束されていた九十九を連れ脱出を計ったが追い詰められ、最期は「まだ折れちゃダメ」と九十九を諭し自らを盾にして九十九を送り出したが、実は生きており、「あつた強奪の黒幕」で人類とシャヘルの争いを傍観する「第三者」として現れる。
物心ついた頃から母親のプロデュースで芸能活動をしていた。2046年に日本で初めて起こったシャヘル被害の際、実の母親にシャヘルから逃げる為の囮として見捨てられて死亡したことになっていた。脳と一部器官が残った状態で情報局経由で回収され、当時研究中だった有機サイボーグの検体として再生される。再生処置が上手くいかず丸一年ほど「意識はあるのに体が無い」という状態で過ごし、その心には決定的な欠落が生じていた。
「悲しい」という感情が無くなっており、体の再生後に母親を嬲り殺しにしても心が動く事は無かった。自身が愛する武道が折れる姿を見れば「悲しい」という感情を取り戻す事が出来るとうそぶき、全人類を抹殺して武道を一人ぼっちにしようと「K-7」を手に入れて使おうとするも、伊丹の決死の支援を受けた武道により「ふたら」ごと撃沈された。
実は生存しており、北条の助命嘆願と「武道に人殺しなんてシャレた真似は早い」という周囲の配慮から新生情報局で働かされる事となった。
特務部隊「祢々切（ねねきり）｣
検非違使に配属された陸軍肝いりの特殊部隊。隊長は九十九。
500人からの機甲歩兵全てがレベル5以上で強化適性は「7」というエリート揃いだが、黒装束と仮面に身を固め全員が番号で呼称されている。柄部分に収納され必要時に柄元から刀身が飛びだす形の長巻を装備している。
本来強化処置に適応できる人間の比率からどうやってそれだけの人材を集めたのかと思われていたが、その実体はシャヘル発生以来世界中で発生した難民とその中の1億人に及ぶ孤児から強化適性の高い子供をかき集めた物で平均年齢は13歳。
門脇の計画では将来的に世界中に設立されるEMES軍の現場指揮官として『売り込まれる』予定だが、神永は別の意味で「これからの戦いに不可欠な人材」と考え、五六八に託した。そのため隊員と五六八との結束は強い。
「雪の下（アンダースノー）」作戦において、独自に行動し隊長の九十九を救出。「ふたら」の神永たちに合流した後は仮面を外している者も多い。
NC01/リリー
「祢々切」前衛部隊のリーダーで階級上は武道の上司。実は可愛らしい女の子で神永・九十九親子のスキンシップに気を使うことも忘れないしっかり者。

### その他の人物
伊藤万（いとう よろず）
始の弟。故人。武道が入院中に知り合い、友人となる。幼い頃から病気を抱えており、手術が失敗して亡くなった。
しかし、国内の侍研究所に遺体が置かれていたという謎があり、彼の本当の死因は不明であったが、10年前GHCでシャヘルに襲われた際脳に達する傷を受けており、特別な治療が必要だった。蘇った伊藤の弁によれば「武道の身代わりにされた」と言う。
襲われた際にシャヘル遺伝子を埋めこまれたためか、人の心をある程度読むことができるようになっていたが、脳にかかる負荷のため寿命が残り一年を切っていた。その時に武道に会い、「たけちーの心の中は見てて疲れない」と感謝していた。
最期はシャヘル細胞に内蔵を蝕まれ瀕死となった武道を救う為、自らの臓器を移植させた。その際のビデオメッセージを丹波が持っており、これが心を閉ざしていた武道の復活の鍵となった。
ユーリ＝ファルクラム
アイリーンとセルゲイの子供。神永一家と親交が深く、五六八のことを「ころたん」と呼び、懐いて可愛がられている。ロシア人だが、日本語（関西弁風）他、武道の英語を「下手」だと言えるくらいの語学力はある。
第二部では乃木とも仲良くなっていて、（おっちゃんと呼んでいるが）武道と共に慕っている。
門脇亮介（かどわき りょうすけ）
門脇京介の実子。10歳。GHCでシャヘルに襲われ、重体となった母・亮子から死亡後に取りあげられた。母親が襲われた際に毒物を注入されており、その影響か視力を失った状態で誕生。ピンゾロ内の一室に「保護」されていたが、滝川に拉致され現在生死不明。
ちなみに彼の母・亮子はシャヘルに襲われた万を助けようとして傷ついたらしく、門脇の伊藤に対する感情の切っ掛けだったと思われる。

### シャヘル
ヤザタ
「マスターマインド」と呼ばれる、シャヘルのリーダー格らしい存在。外見はDNAの二重螺旋構造に似た姿をしている。
「侍」の存在が単なる人類の技術的進歩では説明が付かない点を疑問視し、セレブレートコマンダーとの合議の結果「人類以上の知能を持つ存在」がいると結論付ける。
スラオシャ
「セレブレートコマンダー」と呼ばれるシャヘル。キューバ奪還戦において第三世代外骨格を奪ったミスラに倒された。
マンスラ
「セレブレートコマンダー」と呼ばれるシャヘル。
ラーマン
「セレブレートコマンダー」と呼ばれるシャヘル。膨大な発電能力を持ち、それによる「電磁障壁」と「電磁渦旋砲」とでも呼ぶべき能力を持つ。
アラスカで交戦中のためヤザタの招集には応じず。北米派兵の際に武道と戦い倒された。
2052年、乃木が回収した残骸から再現された試作品の電磁渦旋砲が「ミズチ」攻防戦でウルスラグナに対して使用された。
ウルスラグナ
「セレブレートコマンダー」と呼ばれるシャヘル。
口調、会話の内容、物事の判断基準が他のセレブレートコマンダーと比較して非常に好戦的。200mに達する図体でありながら体内に浮遊器官をもち、海面に立ってマッハ5での移動を可能とする「生物としての一線を越えた怪物」。電磁翅を展開することで飛行すら可能。
第二部で海上発電プラント人工島「ミズチ」に侵攻し、祢々切を含む人類側を圧倒するが、九十九が仕掛けた電磁渦旋砲の集中砲火と武道のクニツナ（リミッター解除）によって痛手を受けたところを第三世代を駆るミスラに返り討ちに遭う。
ミスラ
「セレブレートコマンダー」と呼ばれるシャヘル。シャヘル誕生のときから存在する、セレブレートコマンダーの中でも最古参。
ヤザタの命により、敵情判断のため、硫黄島に強行偵察をかける。
その際、無数のシャヘルを屠り、シャヘルの体液を全身に浴びた始の機体を見て「美しい…｣と発言し、その後消息を絶つ。ちなみに、この行為はシャヘルの意思決定に反した完全な独断だったため、一時的ながらシャヘルの進攻にストップをかける切っ掛けとなった。
その後、海岸に打ち上げられたミスラが回収され、研究所で解剖されていたが、実は死んだフリをしていただけで、目覚めたミスラが研究所の人々を殺害。研究所を占領した。万の遺体を吸収し、言語能力を手に入れ、始の経験を得るため、彼の脳を吸収するところを乃木に撃たれ、黒沢にアマクニで解体されたが、伊藤の頭部のみを持ってかろうじて脱出したところを滝川に確保された。
その後、第二部の海上発電プラント人工島「ミズチ」の防衛戦の折、第三世代を駆り祢々切やウルスラグナの前に姿を現した。その体は伊藤(髪型は万と同じ)と同化しており、人類と武道を滅ぼし、さらに現在のシャヘルカーストの王であるヤザタに対してクーデターを起こすために行動。復活した滝川のサポートを受け「一（コード・ワン）」の無人機と「左（コード・レフト）」の大半を支配下に置き蹂躙するも、丹波の作戦によりシステムの一部を奪還される。そして武道と一対一で再戦し、激闘の末撃破され、武道にデザートについて指摘された際には文句を言いつつも屈託のない笑顔を見せて最期は『いつもワリ食わせてばっかりだった』と謝りながら長篠に撃たれ、武道に後を託した。

## 外骨格兵装
全高3-4ｍ程の対シャヘル用人型戦闘兵器。機甲歩兵「侍」と有機電極によって神経接続することで稼働する。動力源として原子分解システム式ジェネレーターが使用されている。
その原型となったのは2010年代後半に旧アムール共和国で開発された戦闘ロボット「GPD-14 ガーディアンストライクフォース（通称・パイロン）」で反重力推進装置（グラビティブースター）などもオプションとして受け継がれている。
K-45型「オールドアイアン」
従来型の外骨格の名称で、一般の侍が乗るのがこれである。人工筋肉は油圧モーターの補助程度など既存技術を優先して設計・量産した結果、搭乗者の極端な体格差には対応できなかった。
侍所設立前からひそかに開発はされていたらしいが2046年2月、シャヘルの日本への侵攻が起きた際に実戦投入された。作中時点で数年間実戦運用されている分、運用に合わせた改良も行われていて装甲材にはシャヘル兵隊ユニットの使うアシッドスプレーを中和する素材が組み込まれている。
K-51型「タイガーピアース（第二世代）」
新開発された実験部隊の新型外骨格。「オールドアイアン」から徹底的に軽量化をした結果、金属部分が全体の12%となり、新型のジェネレーターによって丸二週間（約340時間）無補給で活動可能。多くの装備がモジュール化されており使用者に合わせたカスタマイズも可能。
また、神経伝達なども高速化されており、搭乗者の運動神経がそのまま反映されるため「優秀な歩兵=優秀な機甲歩兵」となる。
ピーキーな操作性から、実験部隊用の初期型は隊長機でも乗り手に合わせてカスタマイズ（調整）されているが、武道の機体は基本的に手は加えられていない。後述のハコトラ実用化以降は消耗部品等を量産品に改修された。
「ハコトラ」
タイガーピアースの量産モデル。「軍用強化外骨格（Empwer Military Exo Skeleton）」を略してEMESと呼称され、侍所のみならず陸海空の三軍や海外にも輸出される（一機500万ユーロ）。強化レベル1でも使用可能。
後述の鯰尾を始め、特務憲兵仕様など運用目的に合わせてのカスタマイズも容易に行える仕様は試作機から受け継がれている。
「鯰尾（キャットフィッシュテイル）」
検非違使（祢々切）で使用される「ハコトラ」のカスタムモデル。 烏帽子を思わせる縦長の頭部が特徴。

第三世代外骨格「一（コード・ワン）」
K計画の第3段階における「数」での問題を解決することを目的に開発された外骨格で、一騎当千をも可能にしてしまう。
その実体はファイル化した戦闘データと無線操縦で「千体の無人機」をコントロールするシステム。レベル7なら一名、レベル6なら三名（前衛一名に補佐として通信兵二名）で運用可能。
当初伊藤専用機として1機が完成していたが、伊藤が死亡したため、専用運用艦・はがくれ級"あつた"と共に本州某所で保管される予定であったが、搬送途中に強奪され、1か月後にキューバに巣食うシャヘルの6割をわずか2時間で殲滅している（キューバ奪還戦はこれに便乗して行なわれた）。その際の戦闘があまりにも人間離れしていたため、各軍隊で噂となっている。
その後、経緯は不明だがミスラが搭乗してウルスラグナの「ミズチ」侵略戦の際に登場した。
同型機が"ふたら"にも搭載され、塚原の復活とともに彼の機体として無人機共々登場している（こちらは丹波が補佐している）。
カラーリングは伊藤機は赤紫系、塚原機が青紫系。塚原機は左肩に「志」とペイントされている。
第四世代（仮称）
キューバ奪還作戦の最中に姿を晦ました神永一佐がシャレムと組んで極秘裏に開発を進めている機体。コストは第三世代の百分の一でありながら「第三世代」を使ったとしても終結に半世紀かかるというシャヘルとの戦いを「二十年で終結させる」と言われている。
その実はシャヘル同士が通信に使うテレパシーを用いて同士討ちさせるため、レベル10の通信兵で干渉させるための特殊仕様EMES。しかし現人類ではレベル7の適性の人間ですら滅多にいないため、レベル7の強化兵の両親からごく稀に生まれる「新人類」が必須となる。
原子分解システム
外骨格やアマクニ、KVBS（後述）使用されているエネルギーシステム。その仕組みは「ボイドフィールド」と呼ばれる力場を作り出し、原子を設定された任意の質量に分解した際に発生するエネルギーを電力に変換する。外骨格は媒介として長さ15cm/直径2cmの炭素棒を利用している。
理論上、レーザーなど光学兵器も運用可能な出力。パイロンがバーストレーザー砲を搭載していたことから、このシステムもアムールから受け継がれた可能性が高い。

## 外骨格用装備
K-51型アサルトスーツ
第二世代外骨格用に開発された装備。機甲歩兵の背中にある有機電極と繋がる各種ソケットを有し、外骨格と接続する。耐熱・耐弾処理及び筋力補佐・耐G与圧のための人工筋肉が織り込まれ、その他白兵戦用のオプション装備を携行可能。
2051年・秋にシャヘルと生身で接触した事件からか装甲を増やした改良型も開発された。
KAR-51ライフル
第二世代外骨格の標準装備とも言える大経口のライフル。実装されているのは70mmHESH弾。
弾頭自体が大きいため、初速も遅く、命中精度も落ちる。有効射程は500mほどで、シャヘル相手では肉迫と言っても過言ではない距離。
特務部隊・祢々切では折り畳み式のストックとアマクニを装備し、「薙刀」として使用可能な改良型が支給されている。
HESH弾（ヘッシュだん）
KAR-51ライフルに実装されている弾。口径は70mm。
着弾と同時に弾頭が潰れ、第1段階の爆発が起きる。この爆発が一点に集中し、穴を開ける。第2段階の爆発で外殻を剥離させ、内部を破壊する、という2段構造になっている。
KHM-1ハンドガン
EMES用のハンドガン。拳銃の形はしているが、口径自体は対物ライフル級。
KES-Tソニックブーム
音により相手の動きを止める武器。塚原がミスラに対し放ったが、音を増幅して返されたため、とっさに耳を閉じられなかった武道はかなりのダメージを受けた。
KER-6狙撃システム
歩兵としては初の電磁レールガン。セラミックでコーティングされた弾を秒速10キロメートルで撃ち出す。
火薬による反動がないため、連射時における精度に優れているが、電力の消費が激しい。
反重力スラスター
外骨格用の飛行装備。ヘリや航空機と比較して高速（原型機のパイロンでも500ｋｍ/h）でほぼ完全な無音による空中移動が可能。
KVB-51アマクニ
P7の国家機密の刀剣型の武器。触れたものを原子レベルで分解する、斬れないものはないという剣。「刃」にあたる部分にボイドフィールドを形成し、あらゆる原子を任意の質量に分解する。
その時、「重い物質」を分解するほど大きなエネルギーが生じ、誤って金属などを斬ってしまうと、熱や爆風で自滅しかねない。そのため、一佐以上の上官から許可コードが出ない限り、ロックして使えなくなっている。また、金属が近づくと自動的に使用不可になるセンサーが内蔵されている。
KVB-52 ヤスツナ
伊藤や武道の意見を参考に大型化した新型。旧型にはなかった「刃」があり、ボイドフィールドなしでも斬撃可能。大型化したことでセンサー精度も向上しており、分解する元素を限定することも可能。
KVB-52改「鬼斬（おにきり）」
対シャヘル用だった原型モデルと違い、対物攻撃力を上げた物。チタナイジング処理した玉鋼合金の本三枚鍛え。

KVBS-52
第三世代外骨格と並行し、開発・試作された新兵器で、ボイドフィールドによる広範囲攻撃を可能とする、平たく言えば「アマクニ爆弾」である。形状及び重量の関係上、機甲歩兵が敵地まで運び込む必要があるが、作動条件の設定次第で半径10メートルから10キロメートルまでの敵を殲滅可能。
なお作動半径の他に出力も調整可能であり、出力を落とすことにより一定時間ボイドフィールドを展開し、破壊されることはないが「はじかれて通り抜けることが出来ない」バリアとして使うことも可能。
艦船
はがくれ
機甲歩兵大隊の母艦として建造された「はがくれ級戦艦」の一番艦。K-51型通信統合システムの中枢を為し、半径4,000キロメートル以内の部隊全ての情報管理が可能。
艦自体も最新技術の粋を集められ、重力制御による潜航が可能で速力50ノット、あらゆるシステムも自動化され、運航に必要な人員はたったの31人。レベル7の強化兵なら1人で管制することが可能。
あつた
はがくれ級六番艦。K-52型通信システムを搭載した第三世代EMES用母艦で、伊藤始一等侍尉用に製作された試作外骨格と共に伊藤（ミスラ）に強奪される。
後に門脇の作戦によりKVB-Sを起爆させられ大破した。
ふたら
はがくれ級七番艦。

## 用語
侍
筋肉付加・神経組織の未発達な10代中盤から後半の少年少女に、肉体的・神経的な強化改造を施し、約2.5メートルの強化骨格を纏い、戦場に趣く対シャヘル機甲歩兵部隊。私服時にも日本刀の帯刀が許されており、入隊の際には剣道の初段を取っている。「日本軍」であり、れっきとした国家公務員の役職名である。侍には外骨格兵装の扱いのほか、作戦指揮、部隊運用、状況判断、背嚢を担いで10キロマラソンが出来る程度の「基礎」体力、射撃・格闘などの戦闘技能、ゲリラ的知識・応用力などのシャヘルに対抗するための高度な各種特殊部隊的技能が求められる。強化適性をもつ者向けに教育と訓練を行う養成校も各地に作られており、基本ここを卒業した者が一般兵として入隊している。
外骨格兵装での戦闘時は基本的に前衛・後衛に分担し、高機動でシャヘルを撹乱しながら瞬時に入れ替わる俊敏さが要求される。あくまでも「現代軍」なので刀はサイドアームというより「ツール」扱いだが、支給品以外の私物としての刀使用は認められていて、武道は家伝の大刀を使っており、脇差も「源正雄」の銘刀。
強化処置は1〜7のレベルがあり、適性があるモノでも精々レベル1〜レベル2（それでも基礎能力レベルで常人を超えている）。レベル3以上となると1700人いる侍の中でも500人程度で、この内訳も大量の情報を扱う通信兵が多い。最高のレベル7となると「適性者千人に一人」いるかどうかで処置された者は遺伝子レベルで別の生物になっている。
さらにレベル7の親から生まれた個体はレベル10に到達する可能性を持つ。
明らかなオーバーテクノロジーのものだが、その技術の出自、生産方法とも明らかにされていない。
ホーク・アイ
狙撃兵用のサポートシステム。レベル5でも2分程度しか使えない。人工衛星や各種探査装置と情報リンクすることで標的の動きや弱点、自身の弾道の予測を行いレールガンなら毎秒50発の「狙撃」が可能。
ドラゴン＝アイ
ホーク・アイのシステムをさらに進め、「現場に存在する全ての機材からの情報」を統合し軍の中枢システムとリンクすることで各EMESや兵器管制システムに「1秒先の敵の動きを伝えるシステム」。
簡単に言うと「敵の攻撃は味方に当たらず、こちらの攻撃はほぼ完ぺきに当たる」というシステムである。使用にはレベル6以上の強化と統合された情報を効果的に処理する判断力が必要で、さらに5分以上使った場合は本人の命に関わる。
さらに軍の中枢システムを利用するためには一尉以上の指揮権がないと意味がなく、事実上九十九しか扱えない。
門脇からの脱走の際には特殊憲兵の外骨格を直接ハッキングしてコントロールを狂わせて、祢々切に救出されるまで戦い抜いた。

囚人兵
シャヘルとの戦争以来、少年犯罪の深刻化から改正された「未成年に対する死刑適用」だが、兵員不足から従軍することを条件に死刑執行を延長されている兵。脳波などを監視するチップが埋め込まれており、感情が激すると警告アラームが鳴り、無視すればチップによって脳を焼かれるが、チップが不良品ないし「何らかの要因」があった場合、生きのびるケースがある。
適性が高い者は「侍」にもなれるが、強化技術その物が未だ発展途上であることから、高レベル強化の実験台にされている者も多い。
監視チップ
囚人兵を監視するための有機チップ。初期のモノは頭部を切開して埋め込んでいたが（そのため、古株の囚人兵は右前頭部の同じ位置に傷がある）、最新型はナノマシンを注入することで脳内にチップを形成する。

K計画
シャヘルに対抗するために考えられた7段階の作戦。P7の国家機密である。
フェイズ1は対シャヘルの軍を作り、シャヘルに対抗するノウハウを築くこと（侍部隊）。
フェイズ2はさらに強力な装備と原子分解システムの実用化（タイガーピアースとアマクニ）。
フェイズ3は第2段階までを足がかりとした「数」の問題の解決が主な目的。そのため、第3世代の外骨格が作られた。この段階で戦争を終結できなかった場合、人類は一気に窮地に立たされるようである。
フェイズ4はKVBSによる広範囲攻撃。使用すると周囲の物質も分解してしまうため、地球その物のバランスを崩す恐れがある。
フェイズ7は「K-7」と呼ばれるウイルス兵器でヒト遺伝子を持つ生物全てを殲滅するという代物。政治的には適正者全てをレベル7に強化することで生き延びさせる心算だが、フェイズ7を発動して勝ったとしても、人類にとって戦争に勝ったとは言えない。
左（コードレフト）
反物質研究の過程で生まれた「ゴーストウィッチ」と呼ばれるエネルギー兵器。物質的な存在ではないため、物理攻撃は通用せず同様に物理的攻撃はできない。だが電気エネルギーを熱や動力に変換し、コントロール可能で筋肉組織に流れる電気に爆発的力を作用させ、相手自身の筋力でひねり潰すことができる。対シャヘル用兵器としてのみならず、人工筋肉で稼働するEMESに対しても有効な兵器。制御用の通信システムを作れなかった事から失敗とされていたが、門脇は祢々切の脳とシステムを分散サーバとして利用することで運用を可能とした。
シャヘル生物群（シャヘルスウォーム）
2033年に発展性成長遺伝子から誕生した有史以来初の「人類の天敵」。2042年に自らを生み出したGHC（ゼネラル・ヘーリティッジ・コーポレーション）から逃走し、2044年からわずか2年で南北アメリカ大陸を占拠した。
ウイルスサイズから恐竜より巨大な物まで、さまざまな形態を持つ活動生命体「合成生物（キマイラ）」と、それらを生む有機構造体「巣（ネスト）」から成る。ある種の「テレパシー」によって個体の情報・経験を全体で共有して戦術を展開、プールした遺伝子情報から新たな個体を生みだしてくる。その進化は核攻撃を耐えしのぎ、核燃料すら個体生産の為の「餌」にしてしまう。
兵力としてはおよそ10種類のキマイラが存在し、それらを指揮する「特別な個体（セレブレート=コマンダー）」も存在する。
マスターマインド・ヤザタを頂点としたカーストを敷いているが、一枚岩とはいえない状態で、ヤザタに対して反感を抱いたり、ヤザタの手に負えない者も存在する。
なお、セレブレートコマンダーは、マスターマインド・ヤザタの下を長期間離れたり、命令に従わない場合、自動で全細胞が死滅してしまう。
発展性成長遺伝子
カンブリア紀の地層から発掘された微生物より検出された遺伝子。
捕食した他の生物の遺伝子情報を、自らの遺伝子に取り込むことができる。
本作品中ではこれにより、いわゆるカンブリア爆発が起こり、その時点では取り込む遺伝情報を取捨選択することができなかったため、収束したとされている。
研究により、遺伝子の優性的形質のみを選別する機能を与えられたため、個体レベルで進化することが可能なシャヘルが誕生し、さらに研究者の一人がヒト遺伝子を与えたことにより、シャヘルはヒトと同等の知能を得ることとなった。
アムール共和国
「PRIMARY COMMAND〜最優先命令〜」の舞台となる、アムール川の中露国境に跨る地域に存在した国家。
2014年に大規模な油田が発見され、その採掘権を武器に先進国から莫大な資金を得た地元企業の主導で2018年に独立を宣言したが、反発した中露双方と戦争が勃発。2021年、中露による科学兵器の大規模使用で国土全域が汚染され、介入した国連により国全体が封鎖。人口140万人の殆どが犠牲となった。
その後、2030年に民間衛星が首都ヘイロンで生存者を撮影し、国連からの依頼で神永の所属する米軍特殊部隊が調査に向かった。
レワノフ
アムール共和国が建国時に開発した国家管理用AIプログラム。正式名称「セレブレート J-1」
人間と対話が可能な程の高性能AIで、戦時中は中露のハッカーから追跡されネット上を逃亡していたが、化学兵器の汚染が広がる中辛うじて救出できた未熟児達を軍のシェルターで保護し育てていた。
パイロンの脅威や国際世論による迫害の恐れから除染後も籠城を続けていたが、米軍の調査開始を機に神永と接触。子供達を国外へ脱出させる為に共闘する。
神永をサポートする為に自身の基礎プログラムや情報の一部を任務記録用メモリー内に移しており、これを基にハイオラクルシステム・シャレムが開発された。
パイロン(白竜)
アムール共和国が開発した国境警備用戦闘ロボット。パイロンは子供達の付けた呼び名で、正式名称は「GPD-14ガーディアンストライクフォース」
呼び名の通り、翼の無い四本腕のドラゴンにも見えるデザインで、口腔に当たる部位にバーストレーザー砲を搭載。反重力推進システムで500km/hでの無音飛行が可能という極めて強力な兵器。軍用EMESの原型となった。
戦後も21機中14機が稼働を続けており、捕捉した人間を無差別に攻撃する。その為、基地に戻って補給を受ける2時間の間しか外へ出る事ができない生活を子供達に強いていた。首都ヘイロンを警備範囲に納める1機が特殊部隊を壊滅させ、回収地点へ向かう子供達を守る為囮となった神永を襲撃。レワノフが提供した武装で大きな損傷を受けながらも神永を追い詰め、発射寸前のバーストレーザー砲発振部を銃で撃ち抜かれて撃破された。